# 荻野滋夫
荻野 滋夫（おぎの しげお、1960年5月1日 - ）は、静岡県出身のフリーアナウンサー、フリーライターである。愛知県豊橋市在住。サッカー・野球・競艇などのスポーツ実況などで活動している。
競艇に関する事業を行う総合プランニングオフィスアンドアイ代表者である。
全国でも珍しい浜松まつりで行われるたこ揚げの実況を浜松エフエム放送で行っている。
愛知大学在学中に、自転車による全国周遊をしたことがある。

## 経歴
- 静岡県立浜松北高等学校卒、在学中硬式野球部に所属。
- 愛知大学哲学科卒業後、昭和57年にCBCのアナウンサーに師事。アナウンスの勉強をはじめる。
- 1983年4月から昭和60年3月まで名古屋鉄道で勤務する。
- 1984年1月 東京アナウンスアカデミー入校。昭和59年10月に同校修了（基礎科、研究科）。
- 1985年3月にセントラルケーブルテレビ入社する。しかし平成6年3月に同社を退社・同年10月よりフリーアナウンサーの活動を開始する。

## 出演番組
- 小島武夫の実戦リーチ麻雀（三重テレビ。司会・実況担当）
- 四日市市少年少女球技大会CTYカップ（シー・ティー・ワイ。実況担当）
- 日本レジャーチャンネルを中心とした競艇に関する仕事（ピットレポーター、展望番組司会など）
- 高校野球・サッカー（Jリーグなど）・ハンドボール・ソフトボール・バレー・スキーなどの各種スポーツ中継（地上波テレビ、ケーブルテレビなど）

## 著書
- 『たすきがくれた奇跡　豊川工業高校陸上部物語』（郷土出版社、2002/11、ISBN 978-4876701896）